# Marcel Collart
Marcel Collart (Lessen, 6 mei 1909 - 24 juni 1986) was een Belgisch volksvertegenwoordiger, senator en burgemeester.

## Levensloop
Collart was bediende. In 1958 werd hij verkozen tot gemeenteraadslid van Twee-Akren en werd in 1965 burgemeester van de gemeente, tot aan de fusie met Lessen in 1977.
In 1958 werd hij verkozen tot socialistisch volksvertegenwoordiger voor het arrondissement Zinnik en oefende dit mandaat uit tot in 1968. Hij werd vervolgens gecoöpteerd senator tot in 1971.

## Publicatie
- La situation économique et sociale dans la région Mons-Borinage, in: Wallonie 85, 1985.